# Bogzești
Bogzești è un comune della Moldavia situato nel distretto di Telenești di 671 abitanti al censimento del 2004.